# ستيف كرام
ستيف كرام (بالإنجليزية: Steve Cram)‏ هو عداء مراثوني بريطاني، ولد في 14 أكتوبر 1960 في غيتسهيد في المملكة المتحدة.

## وصلات خارجية
- ستيف كرام على موقع الاتحاد الدولي لألعاب القوى (الإنجليزية)
- ستيف كرام على موقع رابطة إحصائيات سباق الطريق (الإنجليزية)
- ستيف كرام على موقع اللجنة الأولمبية الدولية (الإنجليزية)
- ستيف كرام على موقع أوليمبيديا (الإنجليزية)
- ستيف كرام على موقع اللجنة الأولمبية البريطانية (الإنجليزية)
- ستيف كرام على موقع اتحاد ألعاب الكومنولث (مؤرشف) (الإنجليزية)